# Tenango (Tepehuacán de Guerrero)
Tenango es una localidad de mexicana, localizada en el municipio de Tepehuacán de Guerrero en el estado de Hidalgo.

## Toponimia
Del náhuatl  Tenan-co, lugar fortificado, derivado de tenamitl, muralla, y de la final co, de lugar: “En la muralla”.

## Geografía
Se encuentra en la región geográfica de la Huasteca hidalguense; a la localidad le corresponden las coordenadas geográficas 21°3′27.163″ de latitud norte y 98°55′50.932″ de longitud oeste; con una altitud de 465 m s. n. m. Cuenta con un clima templado subhúmedo con lluvias en verano, de mayor humedad.
En cuanto a fisiografía se encuentra en la provincia de la Sierra Madre Oriental, dentro de la subprovincia del Carso Huasteco; su terreno es de sierra. En lo que respecta a la hidrografía se encuentra posicionado en la región del Pánuco, dentro de la cuenca del río Moctezuma, y en la subcuenca del río Amajac.

## Demografía
En 2020 registró una población de 817 personas, lo que corresponde al 2.62 % de la población municipal; de los cuales 378 son hombres y 439 son mujeres.
| Gráfica de evolución demográfica de Tenango entre 1930 y 2020                                |
|                                                                                              |
| Población de los censos y conteos del Instituto Nacional de Estadística y Geografía (INEGI). |